# Ribnica Dio
Ribnica Dio – wieś w Bośni i Hercegowinie, w Federacji Bośni i Hercegowiny, w kantonie zenicko-dobojskim, w gminie Zavidovići. W 2013 roku liczyła 1016 mieszkańców, z czego większość stanowili Boszniacy.